# Surtainville
Surtainville è un comune francese di 1 288 abitanti situato nel dipartimento della Manica nella regione della Normandia.

## Società

### Evoluzione demografica
Abitanti censiti